# Jahrbuch für Europäische Ethnologie
Das Jahrbuch für Europäische Ethnologie ist die im Auftrag der Görres-Gesellschaft herausgegebene Jahresschrift der Sektion für Volkskunde. Sie stellt seit 2006 die „Dritte Folge des Jahrbuchs für Volkskunde“ dar und wurde zunächst im Verlag Ferdinand Schöningh in Paderborn und ab 2017 im niederländischen Verlagshaus Brill, Leiden, verlegt. Herausgeber sind Heidrun Alzheimer, Daniel Drascek, Sabine Doering-Manteuffel und Angela Treiber.